# Anna Missuna
Anna Boleslavovna Missuna (12 de noviembre de 1868 – 1922) fue una geóloga, mineralogista y paleontóloga polaca nacida en Rusia.

## Primeros años
Anna Boleslavovna Missuna nació en la provincia de Vitebsk (entonces parte del Imperio Ruso, ahora parte de Bielorrusia). Sus padres eran polacos. Fue educada en Riga, donde aprendió a hablar alemán, y en Moscú, donde obtuvo una beca para educación superior de 1893 a 1896. Continuó sus estudios en mineralogía con Vladimir Vernadsky, y con el cristalógrafo Evgraf Fedorov.

## Carrera
El primer artículo de geología de Anna Missuna apareció en 1898, un estudio de las formas cristalinas del sulfato de amonio, siendo ella la coautora junto a L. V. Yakovleva, y siendo el artículo publicado en la revista de la Sociedad Naturalista de Moscú. Trabajó a menudo con V. D. Sokolov en el estudio de depósitos cuaternarios. Escribió artículos científicos sobre morrena finita en Polonia, Lituania, y Rusia, las características glaciales en Bielorrusia y Letonia, y los corales jurásicos de Crimea. Publicó artículos y monografías tanto en ruso como en alemán.
De 1907 a 1922, Anna Boleslavovna Missuna fue profesora de química en su alma mater, la Universidad Estatal de Tecnologías Químicas de Moscú (en aquel entonces, Cursos Superiores para Mujeres de Moscú), ayudando a V. D. Sokolov. También enseñó petrografía, paleontología, geología histórica, y geografía histórica. Anna Missuna murió en 1922, a los 53 años de edad.